# گمینا شویدنگتسا (استان سلیزیا سفلی)
گمینا شویدنگتسا (استان سیلزی سفلی) (به لهستانی:  Gmina Świdnica) یک گمینا در لهستان است که در شهرستان شویدنگتسا واقع شده‌است. گمینا شویدنگتسا ۲۰۸٫۲۸ کیلومتر مربع مساحت و ۶٬۵۳۱ نفر جمعیت دارد.